# A-train (satellite)
Pour les articles homonymes, voir A-Train.

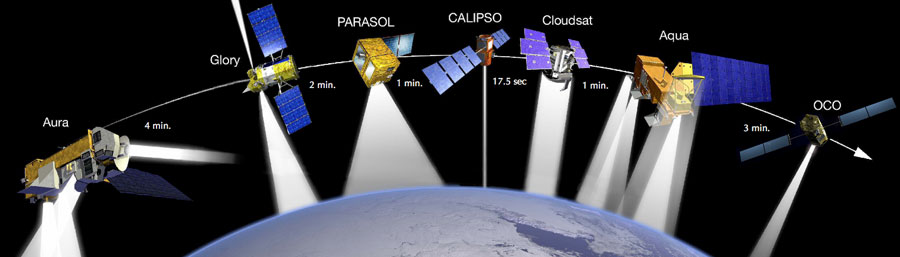
Constellation A-train.

A-train (en anglais : Afternoon Constellation) est une constellation de satellites en cours de déploiement devant comporter, à terme, sept satellites franco-américains d'observation de la Terre, en orbite héliosynchrone circulaire et quasi-polaire (inclinaison de 98,2°), situés à 705 km d'altitude et de période de rotation 98,5 minutes, espacés de quelques secondes d'intervalles. Chaque satellite a une mission spécifique, mais leurs données combinées fournissent des informations exhaustives sur la constitution de l'atmosphère et ainsi que sur l'évolution du climat. Ainsi Aqua, CloudSat, CALIPSO, PARASOL, OCO-2 et Aura constituent un observatoire spatial exceptionnel associant toutes les techniques connues de mesures actives ou passives.

## Satellites

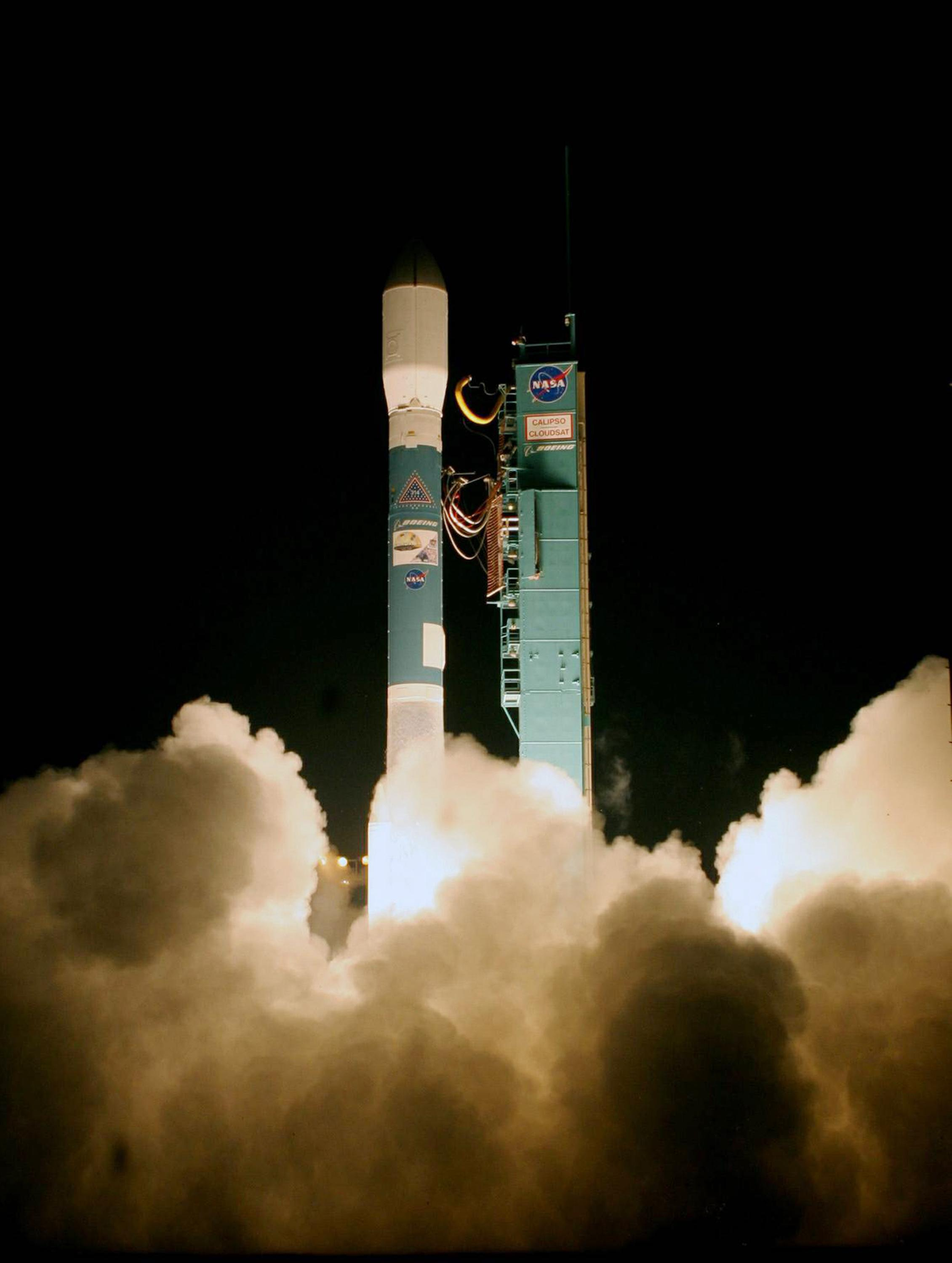
Lancement de CALIPSO et Cloudsat, 28 avril 2006.

La constellation est composée de six satellites :
- Aqua (NASA), lancée le 4 mai 2002, elle est considérée comme la locomotive. En effet, elle est la première à franchir chaque jour l'équateur à 13 h 30 locales. Sa mission concerne principalement le cycle de l'eau.
- CloudSat (NASA/ASC), lancé le 28 avril 2006 est un satellite dont la mission est destinée à l'étude des nuages. Il passe au-dessus de l'équateur à 13 h 31 locales.
- CALIPSO (CNES/NASA), lancé le 28 avril 2006 (par le même lanceur que CloudSat) est un microsatellite qui fournit des profils verticaux de l'atmosphère. Il franchit l'équateur à 13 h 31 min 15 s locales.
- PARASOL (CNES), lancé le 18 décembre 2004, est un microsatellite qui mesure les propriétés radiatives et microphysiques des nuages et des aérosols. Il passe au-dessus de l'équateur à 13 h 33 locales. Il a quitté l'A-Train le 2 décembre 2009 après une manœuvre d'abaissement mais il continue les mesures.
- Aura (NASA), lancé le 15 juillet 2004 a pour mission d'étudier la qualité de l'air, l'ozone stratosphérique et l'évolution du climat. Il franchit l'équateur à 13 h 38 locales.
- OCO-2 (NASA), lancé le 2 juillet 2014, est un satellite mesurant la quantité de dioxyde de carbone dans l'atmosphère terrestre (OCO-2 est la copie de OCO, perdu lors de l'échec du lanceur 5 ans plus tôt[3]).

La constellation devait accueillir un septième satellite, Glory (NASA), perdu lors d'un échec de son lanceur Taurus XL le 4 mars 2011.